# 蒂基帕亞
蒂基帕亞是玻利維亞的城鎮，由科恰班巴省負責管轄，位於該國中部，距離首府科恰班巴10公里，海拔高度2,649米，受亞熱帶氣候影響，每年平均降雨量約450毫米，2010年人口30,675。

## 外部連結
- （西班牙文） Instituto Nacional de Estadistica de Bolivia  (INE)